# VDI/VDE 2862
Die VDI/VDE 2862 ist eine Richtlinie des Vereins Deutscher Ingenieure (VDI), die sich mit dem Einsatz von Schraubsystemen (Werkzeugen zur Schraubmontage) befasst. Seit 1999 gilt sie für die Automobilindustrie (siehe Geschichte), seit 2015 für alle Anlagen-, Maschinen- und Apparatebauer – und damit für die gesamte montierende Industrie.

## Zusammenfassung
Laut VDI und dem herausgebenden Beuth Verlag definiert die Richtlinie Schraubfallklassen und Mindestanforderungen an verwendete Montagewerkzeuge und stellt damit eine technologieübergreifende Grundlage dar für den Einsatz von Schraubsystemen und Schraubwerkzeugen im Anlagen- und Maschinenbau sowie für drucktragende Bauelemente. Die Richtlinie gibt dem Anwender Rahmenbedingungen zur Auswahl von Schraubwerkzeugen und gewährleistet damit das sichere Verschrauben bei der Produktion. Das wird u. a. erreicht durch: eindeutige Klassifizierung der Schraubverbindungen in Kategorien, durch Definition der Mindestanforderungen an die Schraubwerkzeuge/Schraubsysteme für die jeweilige Kategorie sowie durch Definition von Mindestanforderungen für die Fehlerentdeckung innerhalb der jeweiligen Kategorie. Die angegebenen Mindestanforderungen sind allgemeingültig und lösungsunabhängig. Sie sind nicht an bestimmte Systemstrukturen, Schraubkonzepte oder Aufbautechnologien gebunden.

## Geschichte
- 1999: Die Richtlinie wurde 1999 als "VDI 2862: Einsatz von Schraubsystemen in der Automobilindustrie" erstmals aufgelegt.
- 2009: "VDI/VDE 2862: Mindestanforderungen zum Einsatz von Schraubsystemen und -werkzeugen in der Automobilindustrie"
- 2012: "VDI/VDE 2862 Blatt 1: Mindestanforderungen zum Einsatz von Schraubsystemen und -werkzeugen – Anwendungen in der Automobilindustrie"
- 2015: "VDI/VDE 2862 Blatt 2: Mindestanforderungen zum Einsatz von Schraubsystemen und -werkzeugen – Anwendungen im Anlagen-, Maschinen- und Apparatebau sowie für Flanschverbindungen an drucktragenden Bauteilen"

## Bedeutung
Verarbeitende Betriebe erhalten durch diese Richtlinie eine gewisse Rechtssicherheit darüber, was bei Schraubverbindungen in der Fertigung zu beachten ist. Damit geht für sie aber auch eine erhöhte Verpflichtung einher, diese Vorgaben einzuhalten. Die Richtlinie ist in der Branche sehr anerkannt und stellt damit den Stand von Wissenschaft und Technik dar. In Fällen der Produktbeanstandung und Produkthaftung müssen Betriebe grundsätzlich nachweisen, dass sie nach dem Stand der Technik gearbeitet haben. Können sie belegen, dass sie in der Montage z. B. nach der VDI/VDE 2862 arbeiten, ist damit schon ein großer Schritt getan.

## Definition der Anforderungen und Schraubfallklassen
Beide Blätter der VDI/VDE 2862 sind vom Kern her identisch. Sie definieren die technischen Mindestanforderungen an die eingesetzte Schraubtechnik in Abhängigkeit vom Risiko, das von Schraubfall und Montageprozess ausgeht. Hierzu werden die Schraubfälle in die Klassen A, B und C eingeteilt ("Kategorisierung", häufig auch "Klassifizierung" genannt) – und zwar nach dem Risiko beim Versagen sowie nach der Möglichkeit, etwaige Fehlverschraubungen in der Montage zu erkennen und zu vermeiden (Absicherung).
- Schraubfälle der Kategorie A bergen (bei Ausfall) ein Risiko für Leib und Leben sowie die Umwelt.
- Schraubfälle der Kategorie B stellen (bei Ausfall) ein Risiko für Funktionsausfall dar (sogenannte „Liegenbleiber“).
- Schraubfälle der Kategorie C stellen kein Risiko dar ("Nicht A- oder B-Klasse").

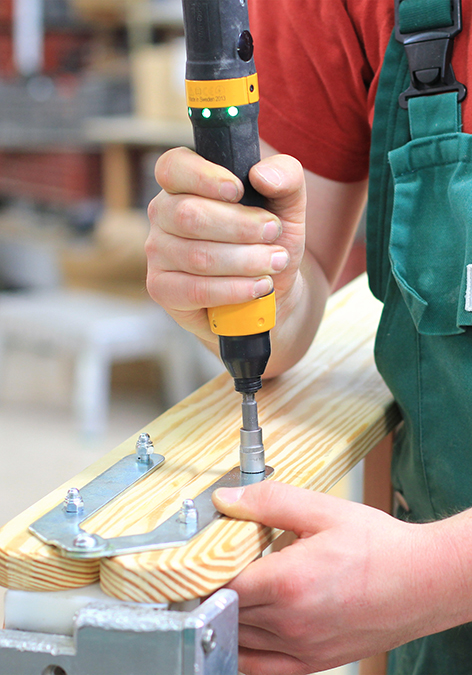
Wenn sich die Schrauben einer Leiter lösen, könnte sich jemand verletzen. Der Hersteller sollte diese Schraubfälle als sicherheitskritisch einstufen

Gängig sind auch die Formulierungen „sicherheitskritisch“ für Klasse A, „funktionskritisch“ für Klasse B sowie (seit jüngerer Zeit) „unkritisch“ für Klasse C. Die Schraubverbindungen dieser Klasse wurden früher als „kundenkritisch“ bezeichnet, da ein Ausfall zunächst den Kunden oder Anwender verärgert, aber eben keine Funktion und auch nicht die Sicherheit beeinträchtigt.
Beispiele für Klasse-A-Schraubfälle sind die Schraubverbindungen des Sicherheitsgurtes oder der Lenksäule eines Fahrzeuges. In Klasse B fallen alle Schrauben, die für die ordnungs- und bestimmungsgemäße Funktion des Bauteils wichtig sind.
Für Schienenfahrzeuge gilt analog die DIN 25201, die die Schraubfälle nach hohem (H), mittlerem (M) und geringem (G) Risiko bewertet.